# Ornithopus micranthus
Ornithopus micranthus är en ärtväxtart som först beskrevs av George Bentham, och fick sitt nu gällande namn av José Arechavaleta. Ornithopus micranthus ingår i släktet serradellor, och familjen ärtväxter. Inga underarter finns listade i Catalogue of Life.